# Dhema
Ademir Marques da Silva (São Paulo, 1 de junho de 1960), mais conhecido pelo pseudônimo Dhema, é um cantor e compositor brasileiro. Como compositor, estreou nos discos do cantor Bebeto, parceiro com quem compôs maiores sucessos, tais como, "Esperanças Mil", "Você É Que Me Acalma", entre outros.

## Discografia
- Dhema 25 anos de Sucesso (2013)[1]
- Dhema ao Vivo (1999)
- Maliciosa (1997)
- Swing do Amor (1994)
- Dhema (1993)
- Clube do Swing (1992)